# Urgench
Urgench (tiếng Uzbek: Urganch, phát âm [urɡæntʃ]; tiếng Nga: Ургенч, đã Latinh hoá: Urgench; tiếng Ba Tư: گرگانج, Gorgånch) là một thành phố cấp huyện ở phía tây Uzbekistan, thủ phủ tỉnh Xorazm. Vào năm 2021, dân số thành phố là 145.000 người.

## Lịch sử
Lịch sử của thành phố bắt đầu từ nửa sau của thế kỷ 19. Không nên nhầm lẫn nơi này với thành phố có tên tương tự Konye-Urgench (còn được gọi là "Urgench Cổ" hoặc "Gurgench") ở Turkmenistan. Thành phố Urgench Cổ bị bỏ hoang sau khi sông Amu Darya thay đổi dòng chảy vào thế kỷ 16, khiến khu phố cổ trở nên cao hơn, khô cằn và không có nước. Urgench Mới được thành lập bởi người Nga vào nửa sau của thế kỷ 19 tại địa điểm của một trạm thương mại nhỏ thuộc Hãn quốc Khiva.
Urgench hiện đại là một thành phố kiểu Xô viết với các họa tiết trang trí bông trên nhiều đồ vật, từ đèn đường cho đến các căn hộ chung cư. Đáng chú ý là một đài tưởng niệm 20 thành viên Komsomol bị quân khởi nghĩa basmachi Tekke giết trên bờ sông Syr Darya vào năm 1922, và một bức tượng lớn của Muhammad al-Khwarizmi, nhà toán học địa phương thế kỷ thứ 9, người đã cách mạng hóa đại số, bên ngoài khách sạn Urgench. Một nơi bằng phẳng và buồn tẻ, Urgench là cửa ngõ chính cho khách du lịch đến Khiva cách đó 35 kilômét (22 dặm) về phía đông nam, nơi có thành phố cổ mang tên Itchan Kala, là Di sản Thế giới được UNESCO công nhận.

## Địa lý
Urgench nằm trên sông Amu Darya và kênh đào Shavat, cách Bukhara 450 km (280 mi) về phía tây qua sa mạc Kyzylkum.

### Khí hậu
| Dữ liệu khí hậu của Urgench                      | Dữ liệu khí hậu của Urgench | Dữ liệu khí hậu của Urgench | Dữ liệu khí hậu của Urgench | Dữ liệu khí hậu của Urgench | Dữ liệu khí hậu của Urgench | Dữ liệu khí hậu của Urgench | Dữ liệu khí hậu của Urgench | Dữ liệu khí hậu của Urgench | Dữ liệu khí hậu của Urgench | Dữ liệu khí hậu của Urgench | Dữ liệu khí hậu của Urgench | Dữ liệu khí hậu của Urgench | Dữ liệu khí hậu của Urgench |
| Tháng                                            | 1                           | 2                           | 3                           | 4                           | 5                           | 6                           | 7                           | 8                           | 9                           | 10                          | 11                          | 12                          | Năm                         |
| ------------------------------------------------ | --------------------------- | --------------------------- | --------------------------- | --------------------------- | --------------------------- | --------------------------- | --------------------------- | --------------------------- | --------------------------- | --------------------------- | --------------------------- | --------------------------- | --------------------------- |
| Cao kỉ lục °C (°F)                               | 22.0 (71.6)                 | 31.0 (87.8)                 | 32.8 (91.0)                 | 38.0 (100.4)                | 41.6 (106.9)                | 43.5 (110.3)                | 47.0 (116.6)                | 46.4 (115.5)                | 41.0 (105.8)                | 35.3 (95.5)                 | 28.0 (82.4)                 | 21.0 (69.8)                 | 47.0 (116.6)                |
| Trung bình ngày tối đa °C (°F)                   | 2.3 (36.1)                  | 5.5 (41.9)                  | 12.9 (55.2)                 | 22.1 (71.8)                 | 28.7 (83.7)                 | 34.3 (93.7)                 | 35.6 (96.1)                 | 33.7 (92.7)                 | 27.7 (81.9)                 | 20.0 (68.0)                 | 11.2 (52.2)                 | 4.4 (39.9)                  | 19.9 (67.8)                 |
| Trung bình ngày °C (°F)                          | −2.2 (28.0)                 | 0.1 (32.2)                  | 6.6 (43.9)                  | 15.2 (59.4)                 | 21.6 (70.9)                 | 27.0 (80.6)                 | 28.5 (83.3)                 | 26.0 (78.8)                 | 19.4 (66.9)                 | 12.0 (53.6)                 | 5.0 (41.0)                  | −0.4 (31.3)                 | 13.2 (55.8)                 |
| Tối thiểu trung bình ngày °C (°F)                | −5.7 (21.7)                 | −4.2 (24.4)                 | 1.6 (34.9)                  | 8.9 (48.0)                  | 14.5 (58.1)                 | 19.2 (66.6)                 | 21.0 (69.8)                 | 18.3 (64.9)                 | 11.9 (53.4)                 | 5.3 (41.5)                  | 0.2 (32.4)                  | −4.1 (24.6)                 | 7.2 (45.0)                  |
| Thấp kỉ lục °C (°F)                              | −26.1 (−15.0)               | −26.1 (−15.0)               | −17.2 (1.0)                 | −6.1 (21.0)                 | 1.1 (34.0)                  | 6.1 (43.0)                  | 10.0 (50.0)                 | 5.0 (41.0)                  | −1.0 (30.2)                 | −10.8 (12.6)                | −20.0 (−4.0)                | −27.8 (−18.0)               | −27.8 (−18.0)               |
| Lượng Giáng thủy trung bình mm (inches)          | 11.7 (0.46)                 | 13.2 (0.52)                 | 18.5 (0.73)                 | 13.9 (0.55)                 | 11.6 (0.46)                 | 4.0 (0.16)                  | 1.4 (0.06)                  | 2.1 (0.08)                  | 1.8 (0.07)                  | 4.6 (0.18)                  | 10.4 (0.41)                 | 11.9 (0.47)                 | 105.1 (4.15)                |
| Số ngày giáng thủy trung bình                    | 12                          | 9                           | 9                           | 8                           | 8                           | 5                           | 3                           | 2                           | 3                           | 5                           | 8                           | 11                          | 83                          |
| Độ ẩm tương đối trung bình (%)                   | 80                          | 74                          | 68                          | 51                          | 41                          | 39                          | 41                          | 46                          | 51                          | 56                          | 65                          | 77                          | 57                          |
| Nguồn 1: Trung tâm Khí tượng Thủy văn Uzbekistan |                             |                             |                             |                             |                             |                             |                             |                             |                             |                             |                             |                             |                             |
| Nguồn 2: Pogoda.ru.net, Deutscher Wetterdienst   |                             |                             |                             |                             |                             |                             |                             |                             |                             |                             |                             |                             |                             |

## Nhân khẩu
Thành phần dân tộc của thành phố như sau: 90% dân số là người Uzbek, 5% là người Nga, 3% là người Kazakh, Turkmen, Triều Tiên, 2% là người Đức và người Do Thái.
| Năm                  | 1926 | 1939 | 1959 | 1970 | 1976 | 1991 | 2010  | 2019  |
| Dân số (nghìn người) | 25   | 45   | 64   | 86   | 101  | 130  | 155,1 | 200,0 |

## Giao thông
Thành phố được phục vụ bởi sân bay quốc tế Urgench với các chuyến bay đến Moskva, Sochi, Istanbul, Paris và thủ đô Tashkent.

## Người nổi tiếng
- Anna German, ca sĩ